# Crucianella latifolia
Crucianella latifolia är en måreväxtart som beskrevs av Carl von Linné. Crucianella latifolia ingår i släktet Crucianella och familjen måreväxter. Inga underarter finns listade i Catalogue of Life. Den är lågväxt med en smal och hög blomställning. Trots att namnet latifolia betyder bredbladig är bladen (och de interpetiolära stiplerna) smala.